# Gemeiner Hohlzahn
Der Gemeine Hohlzahn (Galeopsis tetrahit), auch Dorn-Hohlzahn, Gewöhnlicher Hohlzahn, Stechender Hohlzahn, Stacheliger Hohlzahn oder Hanfnessel genannt, ist eine Pflanzenart aus der Gattung Hohlzahn innerhalb der Familie der Lippenblütler (Lamiaceae).

## Beschreibung

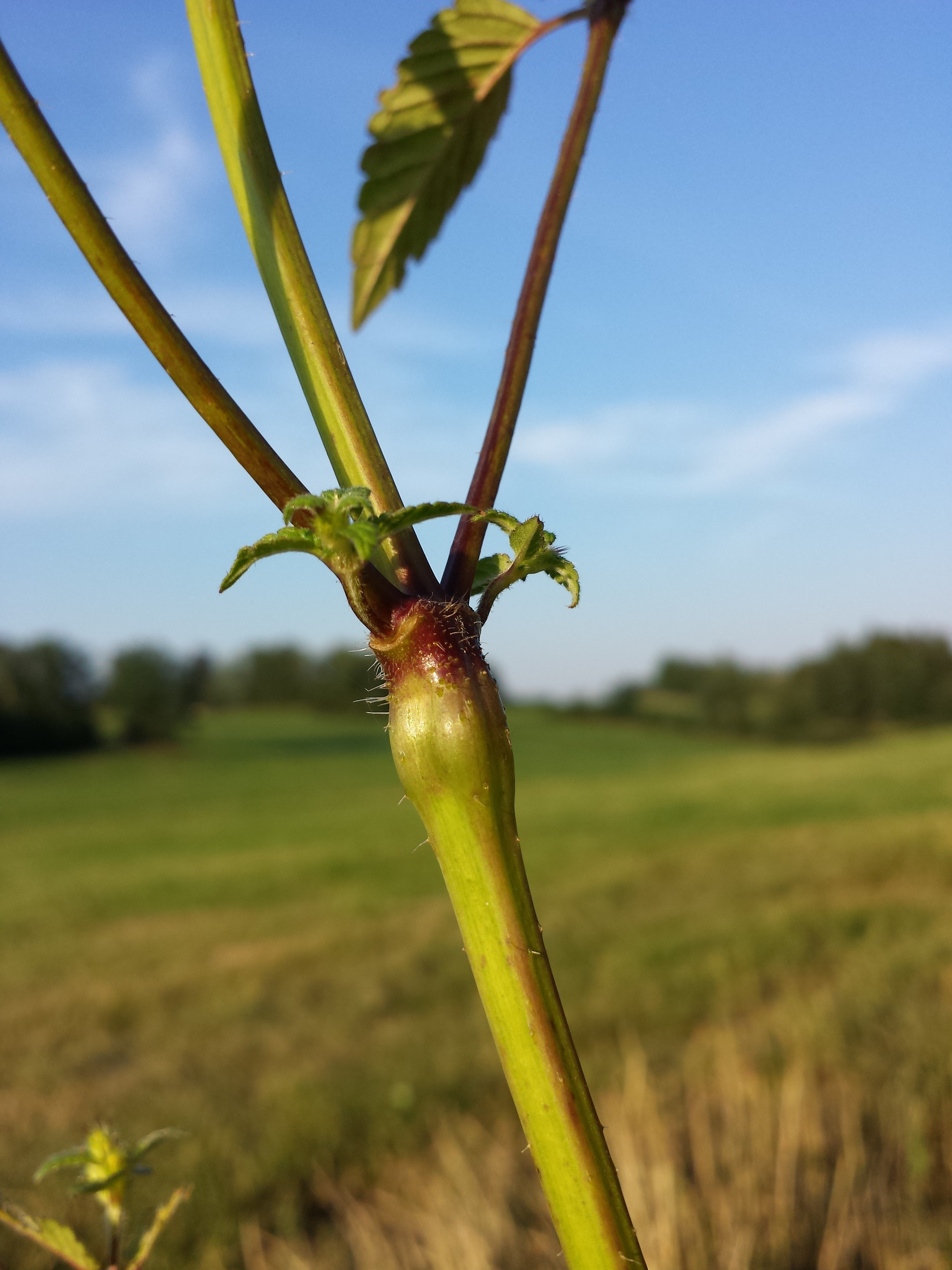
Der Stängel ist unterhalb der Knoten stark verdickt

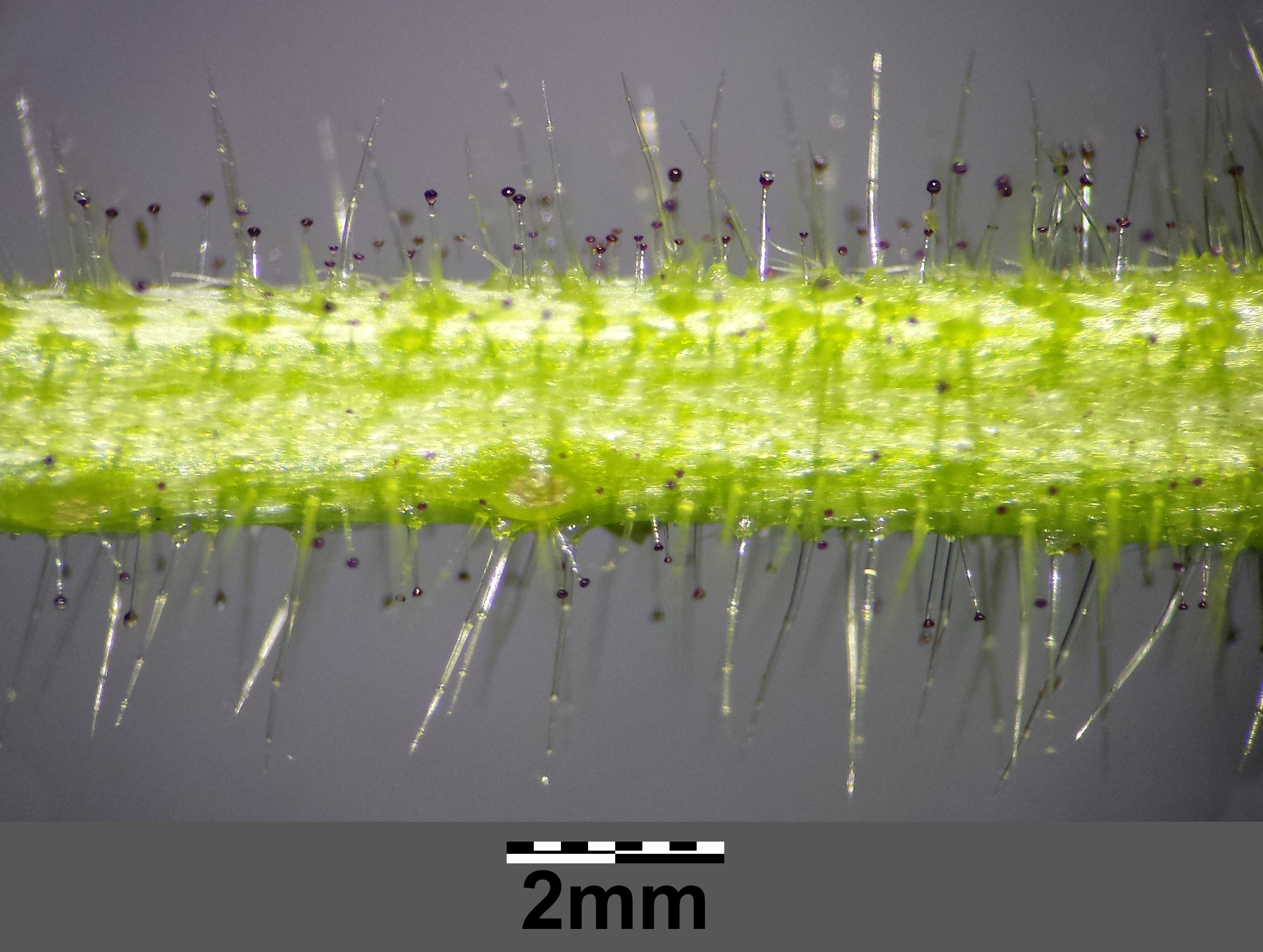
Der Stängel ist mit 1 bis 2 Millimeter langen steifen und mehr oder weniger abstehenden Haaren besetzt. Die Köpfe der kürzeren Drüsenhaare sind dunkel.

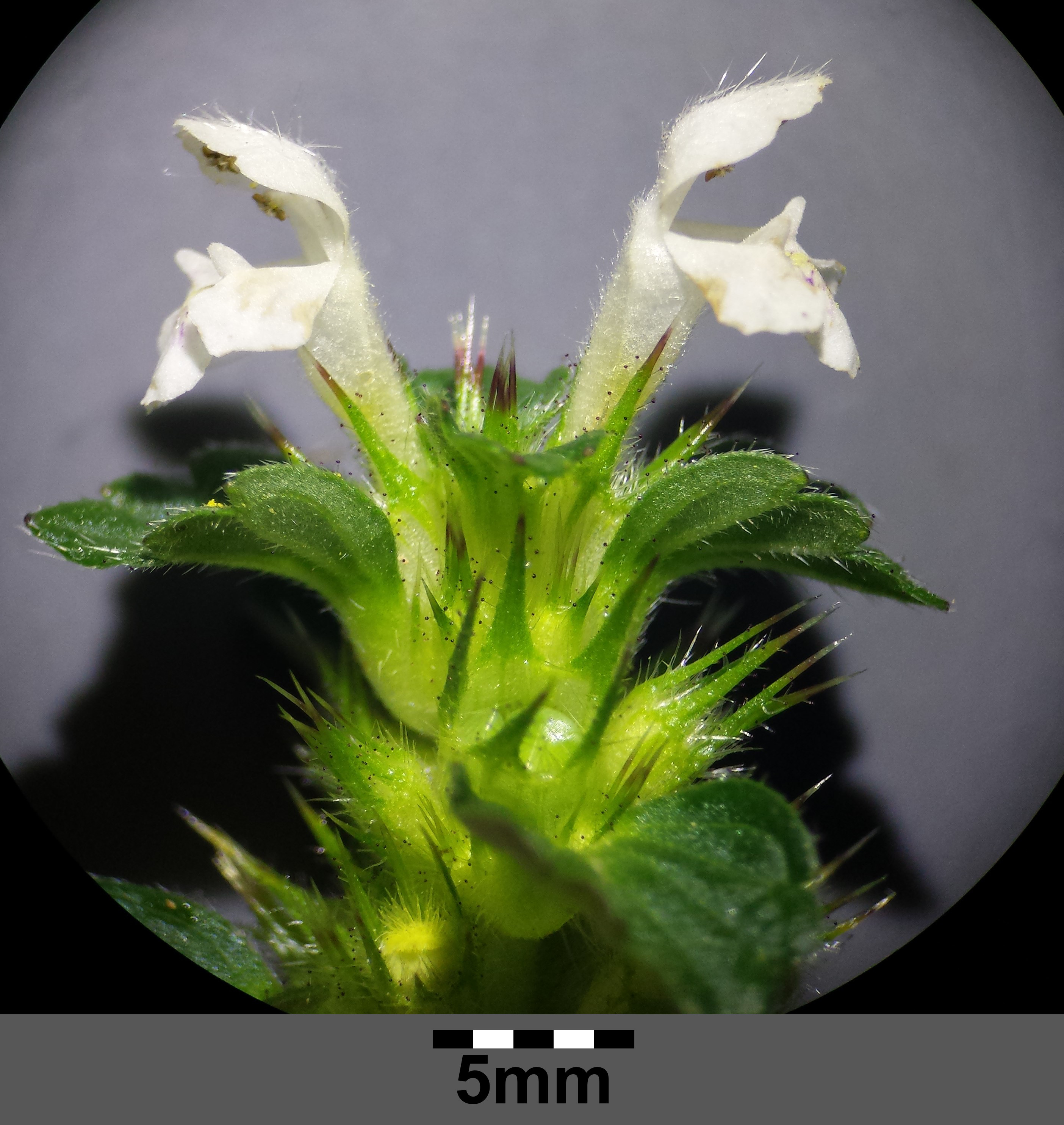
Blütenstand: die Krone – gut erkennbar sind die namensgebenden Höcker auf der Unterlippe – ist rund 1½-mal so lang wie der Kelch. Die Kelchzipfel sind dornig stechend.

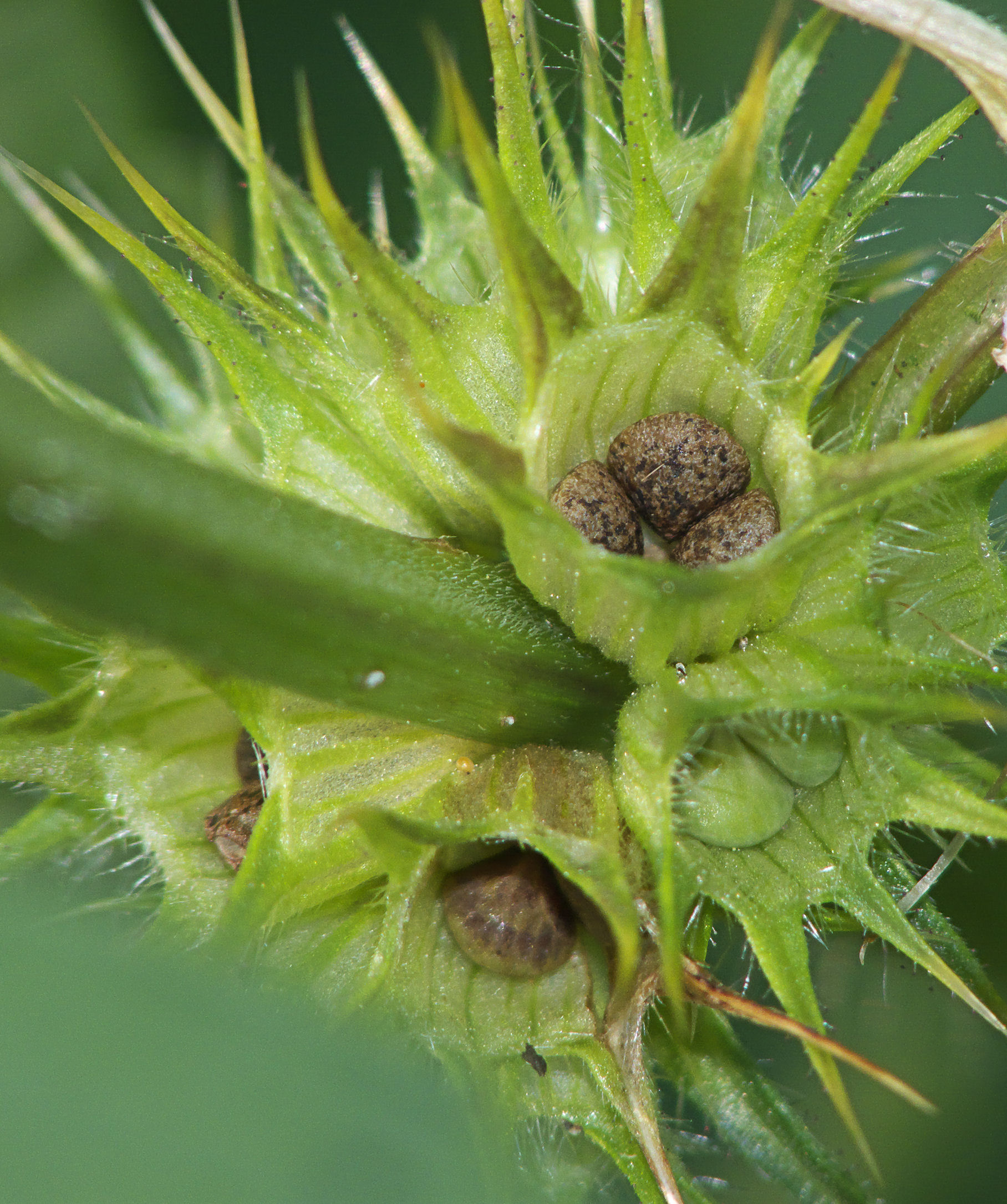
Fruchtstand, die Klausenfrüchte zerfallen in vier Klausen

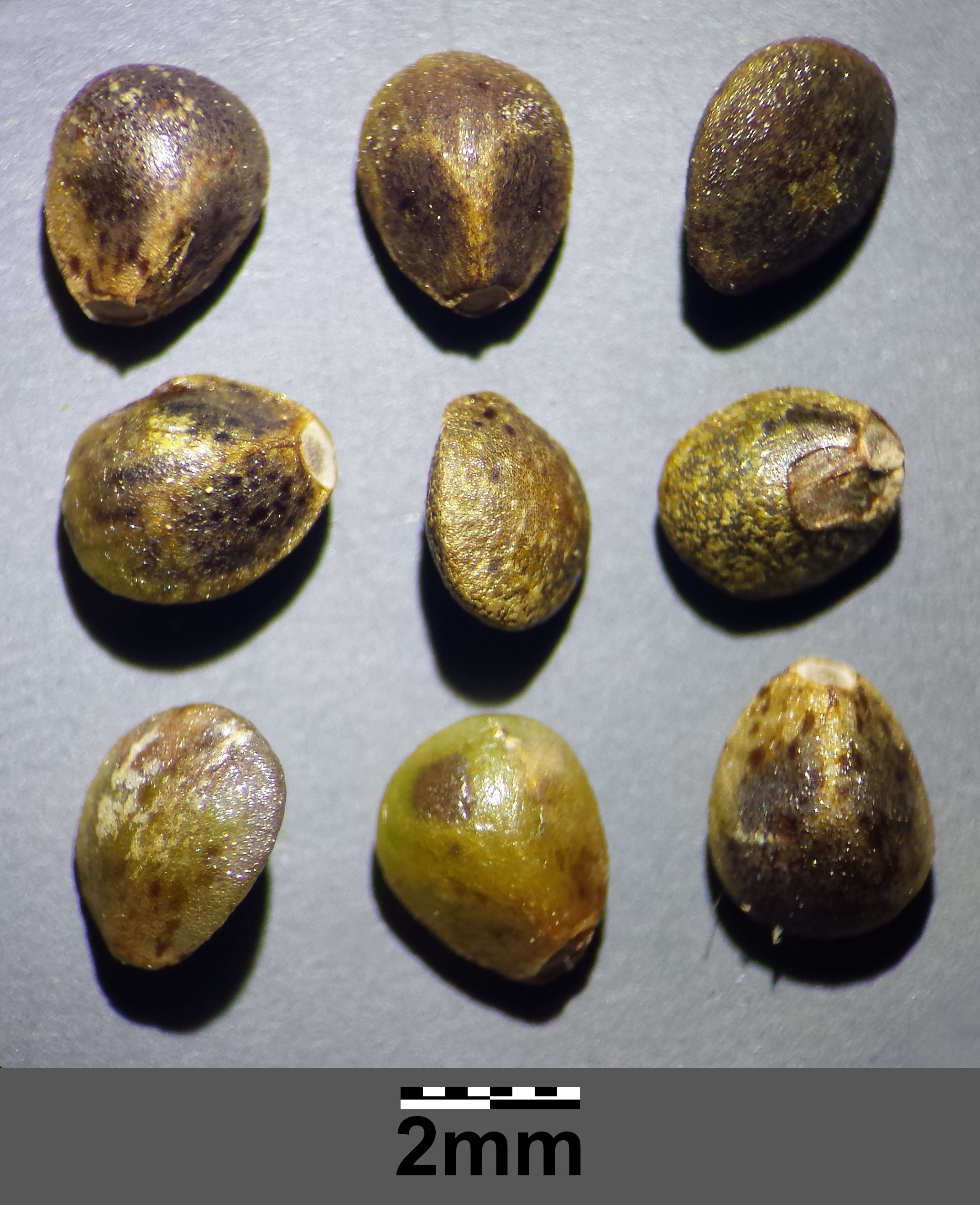
Klausen

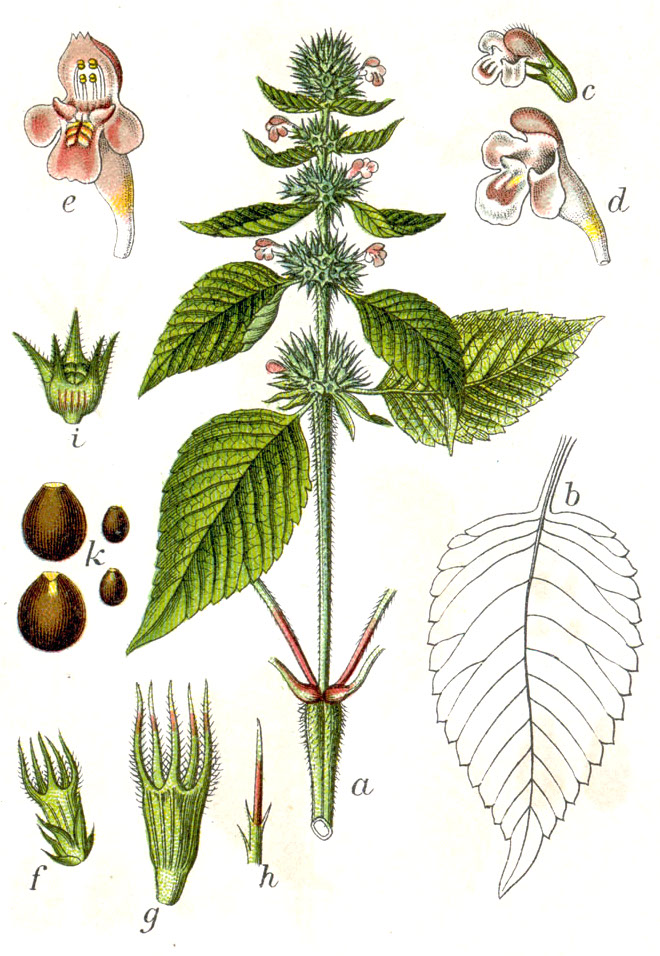
Illustration aus Sturm

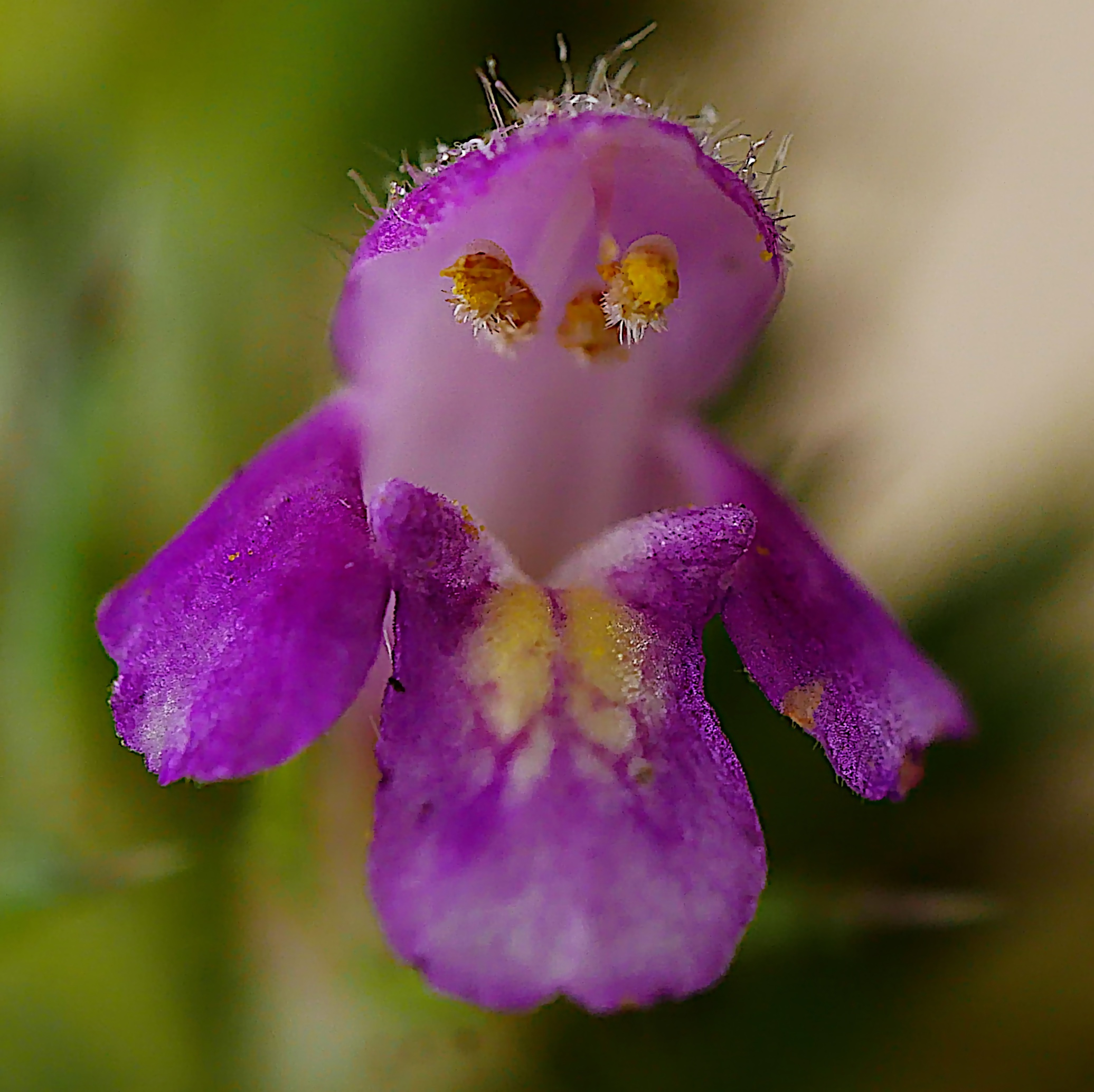
Frontalansicht der Blüte

### Vegetative Merkmale
Der Gewöhnliche Hohlzahn ist eine einjährige krautige Pflanze, die meist Wuchshöhen von 20 bis 30, selten bis 60 Zentimetern erreicht. Der Stängel ist an den Blattknoten stark verdickt und borstig bis stachelig behaart. Er ist meist ästig verzweigt. Der Blattstiel ist etwa 1 bis 4 Zentimeter lang; die Blattspreite ist etwa 3 bis 8 Zentimeter lang und 1,5 bis 5 Zentimeter breit. Die Blattspreite ist eiförmig bis lanzettlich, am Grund abgerundet oder keilförmig und trägt am Rand beiderseits je 5 bis 10 große Zähne.

### Generative Merkmale
Die Blütezeit reicht von Juni bis Oktober. Der Blütenstand besteht aus 2 bis 7 übereinander stehender Scheinquirle, die nach oben zu kopfig genähert sein können. Jeder Scheinquirl ist meist reichblütig. 
Die zwittrigen Blüten sind zygomorph mit doppelter Blütenhülle. Auch der Kelch der Blüten ist stachelig-borstig behaart oder kahl; daher der Trivialname Stacheliger Hohlzahn. Der Kelch ist glockig, seine Zähne sind lang begrannt und mindestens so lang wie die Kelchröhre. Die Krone ist etwa 1,5-mal so lang wie der Kelch. Die 15 bis 20 Millimeter langen Blütenkronen können sehr unterschiedlich gefärbt sein, von weiß über rötlich und purpurfarben bis bläulich-violett kommen alle Farben vor; meist sind sie aber rosafarben. Der Mittellappen der Unterlippe ist meist etwas dunkler gemustert mit einem gelblichen Hintergrund. Er ist fast rechteckig, flach, gestutzt aber kaum ausgerandet.
Die Chromosomenzahl beträgt 2n = 32.

## Ökologie
Beim Gewöhnlichen Hohlzahn handelt es sich um einen Therophyten.
Blütenökologisch handelt es sich um „Eigentliche Lippenblumen“. Die beiden Höcker auf der Unterlippe dienen als Kopfführung für Nektar suchende Besucher (vor allem Bienen und Hummeln). Am Ende der Anthese ist spontane Selbstbestäubung möglich.
Die Klausen sind die Diasporen und werden durch vorbeistreifende Tiere ausgestreut. Letztere bleiben an den Borsten des Stängels und an den stacheligen Kelchzähnen hängen, die elastischen Stängel biegen sich, schnellen anschließend in die Ausgangslage zurück und schleudern die reifen Klausen dabei aus den Kelchen (Tierstreuer). Weidenmeise und Sumpfmeise sammeln die Klausen und legen in der Borke von Bäumen Vorräte an (Versteckausbreitung).

## Vorkommen
Der Gewöhnliche Hohlzahn ist weit verbreitet und häufig. Ursprünglich kam er von Europa bis zum südwestlichen Sibirien vor. Er ist in Nordamerika ein Neophyt, wo er noch in Ausbreitung begriffen ist.
In Mitteleuropa findet man den Gemeinen Hohlzahn verbreitet in Unkrautgesellschaften auf Äckern, in Waldschlägen, an Wegen und Zäunen, an Schuttplätzen, vor allem in montanen Lagen. Er liebt stickstoffreichen, basischen oder leicht sauren, ja torfigen Boden. In den Alpen kommt er meist nur bis in Höhenlagen von 1560 Metern vor. In den Allgäuer Alpen steigt er am Südhang des Kegelkopfs in Bayern in eine Höhenlage von bis zu 1850 Meter. Im Oberengadin erreicht er im Val Roseg sogar 2300 Meter Meereshöhe.
Die ökologischen Zeigerwerte nach Landolt et al. 2010 sind in der Schweiz: Feuchtezahl F = 3 (mäßig feucht), Lichtzahl L = 3 (halbschattig), Reaktionszahl R = 3 (schwach sauer bis neutral), Temperaturzahl T = 3 (montan), Nährstoffzahl N = 5 (sehr nährstoffreich oder überdüngt), Kontinentalitätszahl K = 3 (subozeanisch bis subkontinental).
Er ist ein Kulturbegleiter. Das Auftreten des Gewöhnlichen Hohlzahns in prähistorischen Pflanzenfunden wird stets als Indiz für menschliche Landnutzung gewertet.

## Systematik
Der Gewöhnliche Hohlzahn ist allotetraploid. Er ist ein erbkonstanter Bastard aus der Kreuzung aus dem Bunten Hohlzahn (Galeopsis speciosa) und dem Weichhaarigen Hohlzahn (Galeopsis pubescens).
Früher wurde der Zweispaltige Hohlzahn (Galeopsis bifida Boenn.) als Unterart des Gewöhnlichen Hohlzahns angesehen.
Eine gelegentlich dort auftretende Hybride, wo die Elternarten gemeinsam vorkommen, ist:
- Galeopsis ×acuminata Rchb. = Galeopsis pubescens × Galeopsis tetrahit. Sie kommt in Europa vor.[4]

## Trivialnamen
Für den Gemeinen Hohlzahn bestehen bzw. bestanden auch die weiteren deutschsprachigen Trivialnamen: Braunnesseln (Augsburg), Dahndistel (Eifel bei Dreis), Dangel (Ostfriesland), Dannettel (Unterweser), Danoisen (Memmingen), Danwurz, Daun (Bayern), Doan (Zillertal), Dornnessel (St. Gallen im Oberrheintal), Glure (Bern bei Thun), Hanfnessel (Österreich), Hohlzahn, wild Hanf (St. Gallen), weiß Hanfkraut, Katzengesicht (Bern), Klaffen (Berner Oberland), Tauara (St. Gallen im Seebezirk) und Taunessel (St. Gallen in Obertoggenburg).